# 2018 FIFAワールドカップ 韓国対ドイツ
2018 FIFAワールドカップ韓国VSドイツは、2018年6月27日、ロシア連邦カザン市のカザン・アリーナで行われた2018 FIFAワールドカップのグループF第3戦である。
この試合で韓国が2-0でドイツに勝利したことにより、ドイツはFIFAワールドカップの歴史上で初めて決勝トーナメント（ベスト16）へ進出できずにグループリーグ（ベスト32）で敗退した。
この結果は韓国では「カザンの奇跡」と称賛され、ドイツでは「カザンの恥辱」と酷評された。
なお、本記事における「韓国」とは大韓民国の通称であり、「ドイツ」はドイツ連邦共和国の通称である。

## 背景

### 過去の韓国対ドイツ
韓国とドイツが対戦するのはこの試合が通算4回目であった。
1994 FIFAワールドカップ・グループCの第3戦が初対戦であり、この試合はドイツが3-2で勝利したことでドイツは決勝トーナメントへ進出し、韓国はグループリーグで敗退した。
2002 FIFAワールドカップの準決勝で2回目のマッチアップとなり、この試合でもドイツが1-0で勝利したことでドイツが決勝へ進出した。韓国は同国の最高順位を更新中であったが、ベスト4で阻まれた。
2004年に初めて親善試合を行い、韓国が3-1で勝利している。
両国の対戦は2004年以来、14年ぶりとなった。

### 世界1位の優勝候補ドイツ
ドイツは前大会の2014 FIFAワールドカップの優勝国であり、FIFAランキングは世界1位であった。
同国は初出場した1934 FIFAワールドカップ以降、2018年以前までに出場した18大会連続で常にベスト16以上の成績を残していた。さらに、第二次世界大戦による中断を挟んだ1954 FIFAワールドカップ以降では、常にベスト8（準々決勝進出）以上の成績であった（1954年から1990年までは西ドイツとしての記録）。
同チームには様々な外国にルーツを持つ選手や様々な宗教的背景を持つ選手が所属し、多様性ある社会を作る上での模範例とされてきた。
本大会の欧州予選では全チーム最多の43得点をあげて失点はわずかに4であり、圧巻の10戦全勝を飾った。ドイツは優勝候補の筆頭と目されていた。

### 世界57位の韓国
一方、韓国は前大会でグループリーグ敗退（ベスト32）止まりであり、FIFAランキングは世界57位であった。
同国は1954 FIFAワールドカップに初出場し、以後2018年までに10大会に出場した。うち6大会ではアジア予選で敗退して本戦へ進めず、本戦出場した9大会のうち7大会はグループリーグで敗退していた。1986年大会からは8回連続で本戦出場していたものの、過去最高の順位は同国と日本で共同開催された2002年大会のベスト4であり、同大会ではドイツに敗れて決勝進出を阻まれた。次点は2010年大会のベスト16であり、ウルグアイに敗れた。
本大会のアジア予選においては、同国は2次予選を7戦7勝と順調に首位通過し、最終予選を11戦4勝3分け3敗と辛くも2位通過し、ワールドカップ本戦へ出場した。

### ドイツ代表内の亀裂
しかし、大会前にトルコ系ドイツ人のメスト・エジルとイルカイ・ギュンドアンが、トルコ大統領レジェップ・タイイップ・エルドアンと面会して一緒に写真を撮影していたことが物議を醸した。エルドアンは言論弾圧や人権侵害を続ける独裁者だとして、ドイツを含む欧州で強く批判されていた。
ドイツの高級新聞ターゲスシュピーゲル紙はエジルとギュンドアンを批判し、同紙のアンケート調査では回答者の70％以上が「彼らを代表チームに招集するべきでない」と答えるなど、団結に亀裂が入ったまま大会を迎えた。

## 試合前の状況

### 韓国の状況
韓国はスウェーデンとの第1戦では枠内シュート数0と抑えこまれ、後半20分にアンドレアス・グランクヴィストのPKにより失点し、0-1で敗れた。
第2戦ではメキシコと対戦した。チャン・ヒョンス（張賢秀）の失策もあって前半26分にカルロス・ベラのPKにより失点し、後半21分にハビエル・エルナンデスに決められて2点ビハインドとなり、後半45+3分の終了間際にソン・フンミンが得点して一矢報いたたものの1-2で敗れた。

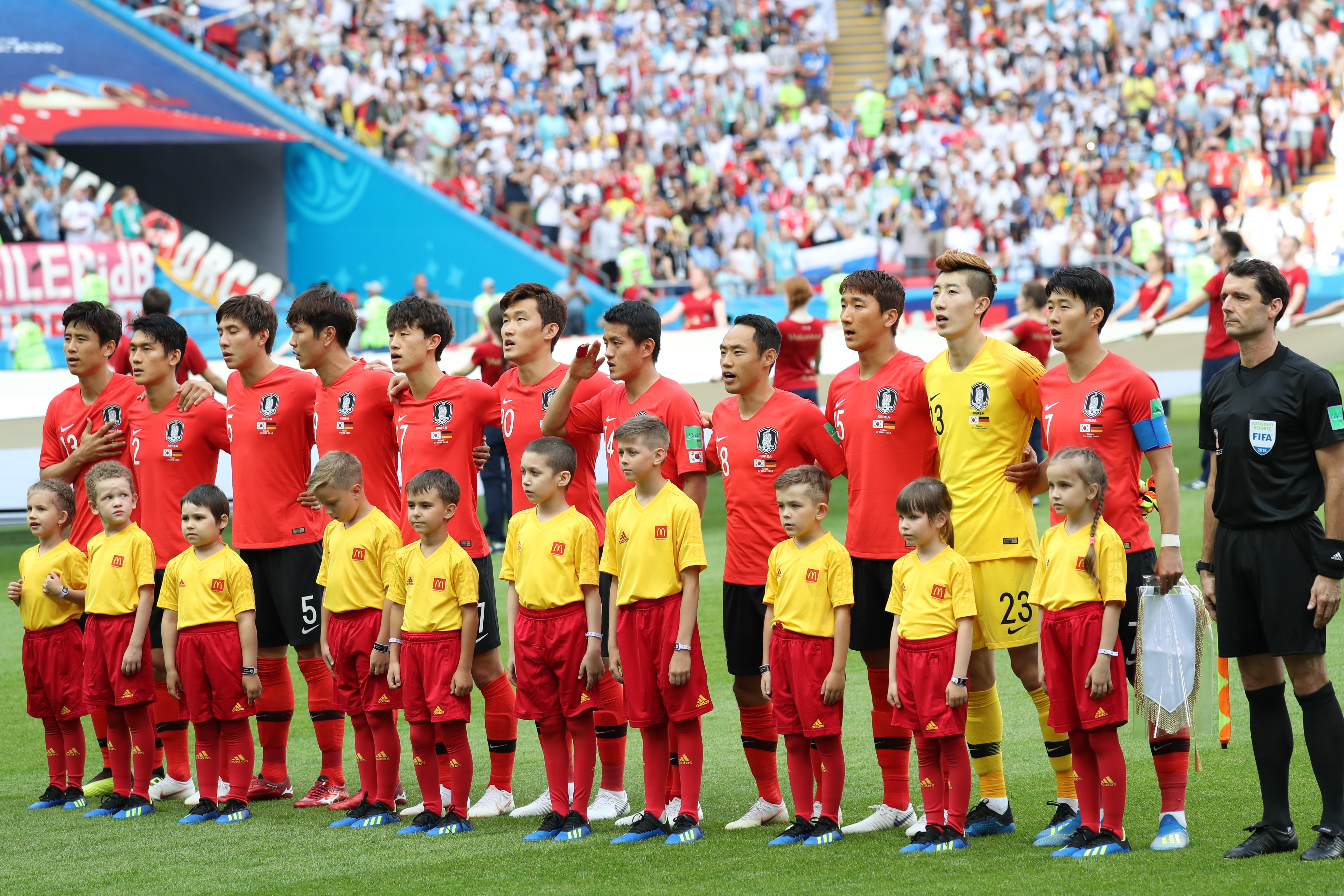
試合前の韓国代表

韓国は2連敗を喫し、グループ内では暫定最下位に沈んでいた。しかし、同グループは複雑な混戦状態であり、残る第3試合の結果次第では韓国にも決勝トーナメント（ベスト16）進出の望みは残されていた（詳細は後述）。

### ドイツの状況
前回王者・ドイツは、前年のFIFAコンフェデレーションズカップ2017のメキシコ戦で4-1と圧勝したため、初戦でも難なく勝利すると考えられていた。ところが前半35分でメキシコのカウンターからイルビング・ロサノに決勝ゴールを許し、その後は得点のないまま0-1で敗れた。メキシコ監督のフアン・カルロス・オソリオは対ドイツ戦のために6ヶ月間かけて戦略を構想しており、それが機能した格好となった。
続いてスウェーデンとの第2戦では後半37分にDFジェローム・ボアテングが退場となり、さらには前半32分にオラ・トイヴォネンに先制点を献上してリードされるも、後半3分にマルコ・ロイスのゴールで同点に追いつき、後半45+5分の終了間際にトニ・クロースの逆転ゴールで2-1で勝利した。

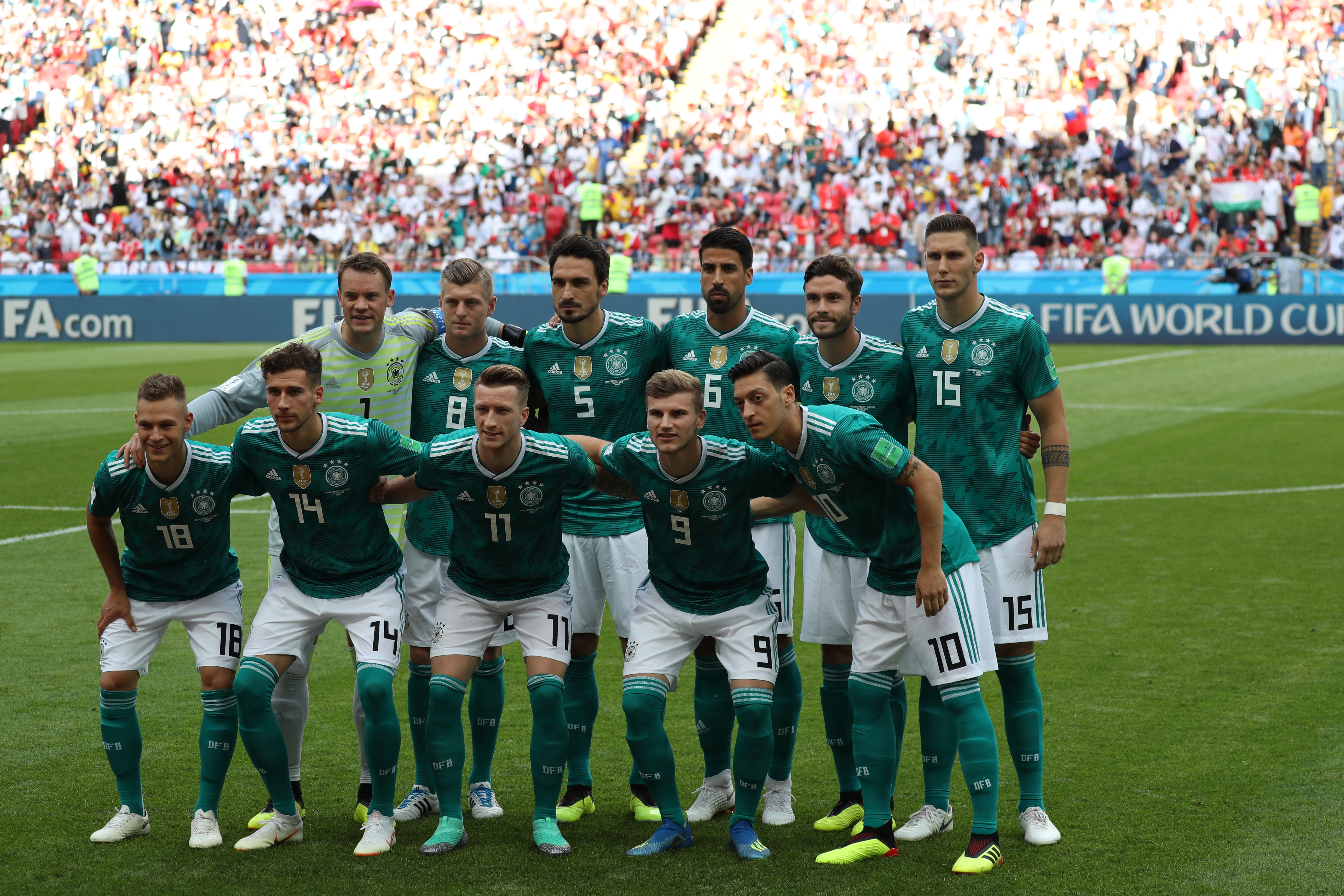
試合前のドイツ代表

ドイツは1勝1敗によってスウェーデンと並び、暫定第2位に浮上した。ベスト16への進出には、確実とはいえないものの充分な可能性があった（詳細は後述）。

### リーグ各国の状況
この時点でグループリーグ各国は全3戦中2戦を終えていた。
メキシコが2勝0敗で勝ち点6、得失点差+2と暫定首位であり、ドイツとスウェーデンがそれぞれ1勝1敗で勝ち点3と得失点差0でともに並び、総得点の基準によって暫定的に2位はドイツ、3位はスウェーデンとなっていた。韓国は0勝2敗で勝ち点0と暫定最下位であった。
それぞれが残す第3試合の結果により、グループリーグを首位または第2位として通過し、決勝トーナメントへ進出できるかどうかが決まる。本リーグは混戦の様相を呈しており、各国が進出できるための条件は、それぞれ同時刻に行われる別会場での第3国同士の試合結果によって複雑に異なっていた。
暫定首位のメキシコも敗北すれば敗退の可能性が残されており、暫定2位と3位のドイツとスウェーデンは確実な進出のためには自力での勝利が必要となった。また最下位の韓国にも自力で勝利しつつ他の試合の結果によっては進出の可能性が残されていた。
決勝トーナメント進出のために各国が達成すべき大まかな条件は以下の通りであった。
| 順位 | 国名         | 勝ち点 | 得失点差 | 総得点 | 第3戦の対戦国 | 別会場での試合の結果  | 進出のために自国が達成すべき条件（概略）                                                          |
| ---- | ------------ | ------ | -------- | ------ | ------------- | --------------------- | ------------------------------------------------------------------------------------------------- |
| 1    | メキシコ     | 6      | 2        | 3      | スウェーデン  | 無条件                | スウェーデンに勝利または引き分けで1位通過                                                         |
| 1    | メキシコ     | 6      | 2        | 3      | スウェーデン  | 引き分け 韓国が勝利   | 無条件に進出が確定                                                                                |
| 1    | メキシコ     | 6      | 2        | 3      | スウェーデン  | ドイツが勝利          | スウェーデンに勝利または引き分け スウェーデンに敗北し、得失点差でスウェーデンまたはドイツを上回る |
| 2    | ドイツ       | 3      | 0        | 2      | 韓国          | 無条件                | 韓国に2点差以上で勝利                                                                             |
| 2    | ドイツ       | 3      | 0        | 2      | 韓国          | スウェーデンが勝利    | 韓国に勝利し、得失点差でスウェーデンまたはメキシコを上回る                                        |
| 2    | ドイツ       | 3      | 0        | 2      | 韓国          | 引き分け              | 韓国に勝利または引き分け                                                                          |
| 2    | ドイツ       | 3      | 0        | 2      | 韓国          | メキシコが勝利        | 韓国に勝利または引き分け 韓国に敗北し、得失点差でスウェーデンまたは韓国を上回る                   |
| 3    | スウェーデン | 3      | 0        | 2      | メキシコ      | 無条件                | メキシコに2点差以上で勝利                                                                         |
| 3    | スウェーデン | 3      | 0        | 2      | メキシコ      | ドイツが勝利 引き分け | メキシコに勝利                                                                                    |
| 3    | スウェーデン | 3      | 0        | 2      | メキシコ      | 韓国が勝利            | メキシコに勝利または引き分け                                                                      |
| 4    | 韓国         | 0      | −2       | 1      | ドイツ        | メキシコが勝利        | ドイツに2点差以上で勝利 ドイツに1点差で勝利し、得失点差でスウェーデンを上回る                     |

### 韓国対ドイツの試合予測
ドイツが前大会の王者である（韓国は前大会ベスト32）ことや、FIFAランキング世界1位（韓国は57位）であることを考えれば、ドイツの優勢は明らかであった。
試合直前、韓国の大手メディアの中央日報は「（韓国は）2−0の勝利よりも0−7で敗れる可能性が高い」と悲観的に論じており、同じく朝鮮日報は「（韓国代表は）守備のミスを減らすべき。このままでは4年後の見通しも明るくない」と批判的であった。同じくYTNテレビは「海外の賭け屋はいずれもドイツの勝利を楽観している」と報じていた。
韓国の国民からはスウェーデン、メキシコに連敗を喫したすえに優勝候補のドイツ戦を迎えることに諦観する雰囲気があったが、監督のシン・テヨン（申台龍）は「1％の希望も捨てず、最後まで逆転のチャンスを作る」と決意を表明していた。
試合直前から韓国各地ではパブリック・ビューイング会場が設置され、首都ソウルの中心部にある「光化門広場」では韓国代表ユニフォームと同じ赤いシャツを着た約5千人のサポーターが大声援を送りながら観戦した。
一方、これまでFIFAワールドカップでは2大会連続で前回大会の覇者がグループリーグで敗退しており（2006年に優勝したイタリアは2010年に、また2010年に優勝したスペインは2014年にグループリーグで敗退した。また1998年優勝のフランスも2002年にグループリーグで敗退した）、一種のジンクスとなっていることが不安視されていた。また、ドイツの低調な戦いぶり、特に決定力不足が指摘され、一部ではドイツの敗退を予測する向きもあった。

## 試合

### 出場選手
韓国は前試合から4人を変更した。中盤に本職センターバック（CB）のチャン・ヒョンスが入ってチョン・ウヨンと組み、CBにはユン・ヨンソン、センターフォワード（CF）に本職中盤のク・ジャチョルが入るなど、守備重視の布陣を組み、左サイドバック（SB）にはホン・チョルが入った。
一方ドイツはベスト16進出を見据えて前試合から5人を変更した。CBはマッツ・フンメルスとニクラス・ジューレのバイエルン勢が組み、アンカーは負傷したセバスティアン・ルディに代えサミ・ケディラ、右サイドはトーマス・ミュラーに休養を与えレオン・ゴレツカ、トップ下はメスト・エジルが入った。

### 前半
序盤からドイツがボールを回して押し込んだ。ヨナス・ヘクター、ヨシュア・キミッヒの両SBも積極的に攻撃に参加し、事実上フンメルスとジューレを除く残りのすべての選手が攻撃に加わったが、守備を徹底しカウンターの機会を伺う韓国は攻撃を水際で食い止め続け、シュートは打たせなかった。韓国は激しい守備を行い、8分にチョン・ウヨンがヘクターへのタックルで警告を受けた。

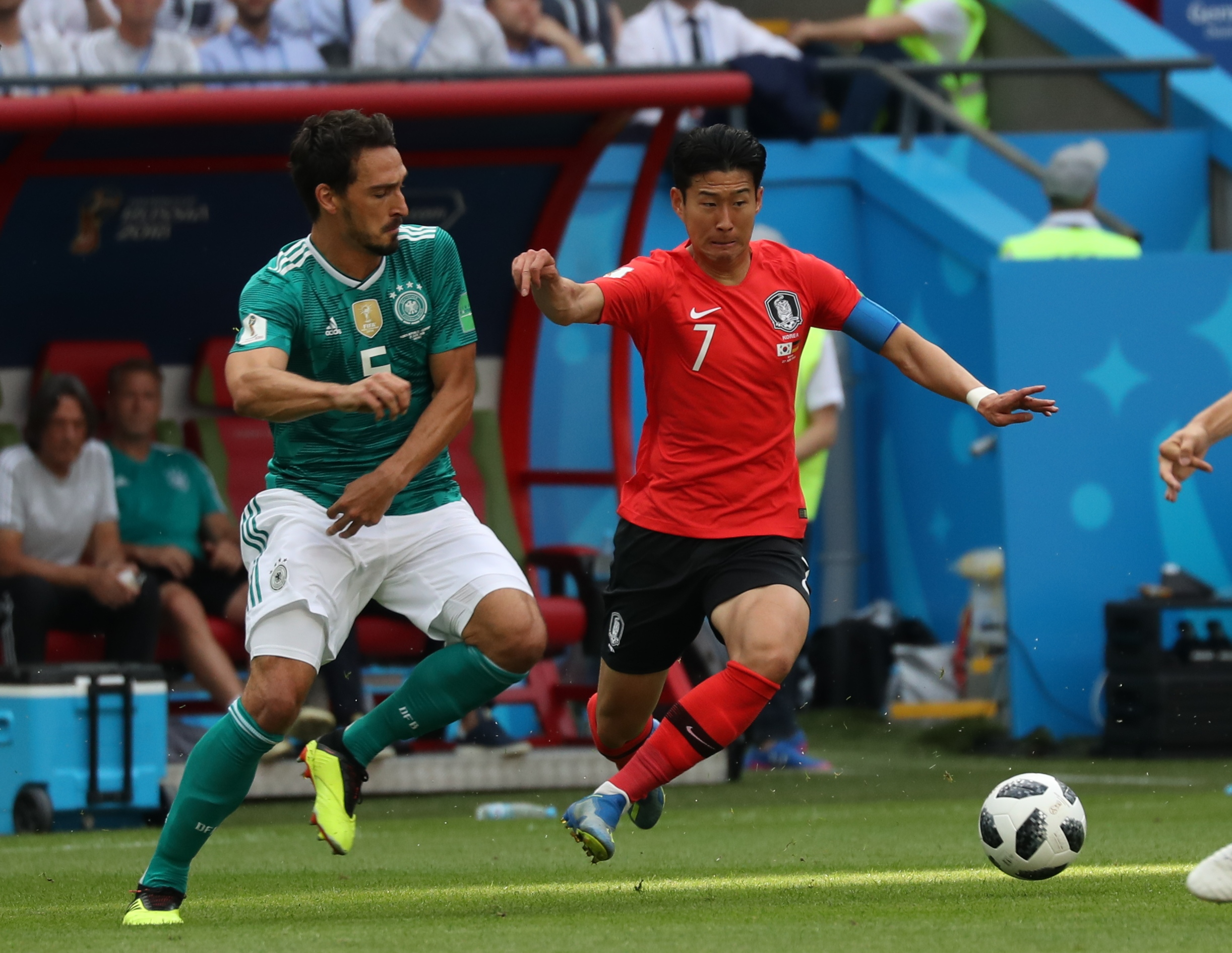
マッツ・フンメルスとソンフンミンの様子

19分、ここまで守備で粘っていた韓国だが、ゴール手前30m、中央右寄りの地点からのフリーキック（FK）を獲得した。これをチョン・ウヨンが直接狙う鋭いシュートを打ち、ドイツのゴールキーパー（GK）マヌエル・ノイアーが一度はキャッチしたものの落としてしまった（ファンブル）。これをソン・フンミンが詰めるが、ノイアーがなんとかクリアして凌いだ。
その後もドイツが攻め込み続けるが、ファイナルサードで精度を欠きシュートを打てない時間が続いた。韓国もソンを中心に速攻でチャンスを作って対抗した。前半終了間際にはイ・ヨンのクロスが中央の競り合いでこぼれたところをソンがボレーで狙うが、枠の左上に逸れた。

#### 前半終了
前半は両者ともに得点できず、0-0で終了した。ドイツはボール支配率75.4%・デュエル勝率64.9%と圧倒するが、肝心のシュート回数は6本、枠内の方向へのシュートに至っては2本にとどまり、得点の気配がなかった。
また同時刻開催のメキシコvsスウェーデンも同じく0-0で折り返した。この時点ではドイツが暫定2位、スウェーデン暫定3位、韓国は暫定4位であった。

### 後半
両者ともハーフタイムの交代は無し。
後半もドイツが押し込む展開となる。すると48分にキミッヒのクロスに中央で完全フリーのゴレツカが頭で合わせ、ショットが枠の右へと飛んだが、韓国GKチョ・ヒョヌが右手一本でファインセーブ（見事な阻止）を決めた。
51分にはエジルとマルコ・ロイスのコンビネーションで左サイドを突破し、クロスにティモ・ヴェルナーがボレーで合わせるが、これは枠の右に逸れた。
56分、韓国はク・ジャチョルが負傷しファン・ヒチャンとの交代を余儀なくされた。

#### スウェーデンの先制
ここで他会場のスウェーデン対メキシコでは50分、スウェーデンがルドビク・アウグスティンソンのゴールで先制した。

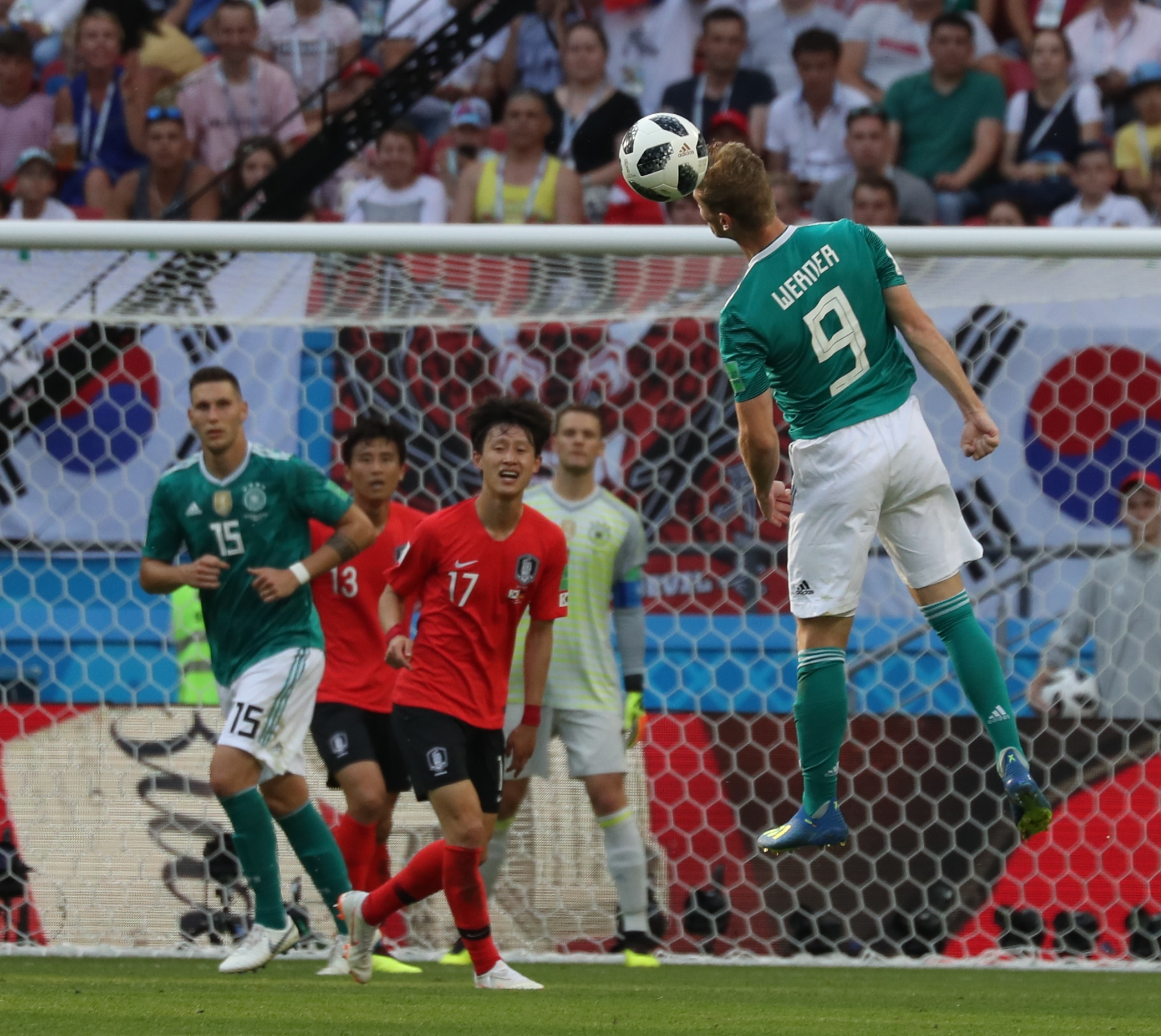
ヘッディングをするティモ・ヴェルナー

この時点でドイツは暫定3位に転落し、両試合の得点がこのままの場合には敗退するという状況へ陥った。この情報が入ると、得点を挙げるしかなくなったドイツは58分にマリオ・ゴメス、63分にはミュラーも投入し猛攻を仕掛けた。
一方、スウェーデンはさらに66分にグランクヴィストのPK、72分にメキシコ側のオウンゴールで3-0と点差を広げ、勝利をほぼ手中に収めた。

#### 勝利が必要となるドイツ
もし暫定3位であったスウェーデンが勝利すると、暫定2位であったドイツは少なくとも韓国に勝たなければならなくなる。ただし、スウェーデンとメキシコとの得点差が3-0と大差であることから、この点差のまま試合終了するならば先刻まで暫定首位であったメキシコの得失点差が-1と大きく下がる。
このようにスウェーデンが勝利する前提ならばできるだけ大差で勝つことがドイツにはかえって有利に働き、このままであればドイツは韓国に1点差でも勝てば決勝トーナメントへ進出できることとなる。一方、韓国はもしドイツへ勝利しても敗退が確実となる。
これにより絶対に1点が必要となるドイツは、ユリアン・ブラントを投入してさらに攻勢に出る。だが、シュートは打つものの枠を大きく外したりブロックされたりが続き、さらにカウンターによりピンチとなる場面も散見された。
終盤にはフンメルスも前線に上げパワープレーに出るが、88分には右サイドからエジルのクロスにフンメルスがフリーで飛び込むもののシュートは枠の左へ外れた。89分にはクロースがエリア手前から右足で狙うがこれもチョ・ヒョヌが好セーブと、なかなか韓国の牙城を崩せなかった。

#### アディショナルタイムの初得点
後半戦90分を終えても両者無得点のままであった。
しかし、アディショナルタイムの93分、韓国の左コーナーキックから、混戦の末にゴール目の前にいたキム・ヨングォンが左足でゴールへ蹴り込んだ。これを主審のマーク・ガイガーが一度はオフサイドと判定し、得点は認められなかった。だが、今大会から導入されたビデオ・アシスタント・レフェリー（VAR）による判断の結果、オフサイド判定は取り消されて改めてゴールが認められた。
これによって韓国はこの試合終了まで残り数分という時間に貴重な初得点をあげ、1-0と先制に成功した。
ドイツは非常に厳しい状況へ陥った。VAR介入のため追加タイムは9分に延びたとはいえ、ドイツは残り6分で少なくとも2得点しなければグループリーグ敗退が確定する状態へ追い込まれた。再開と同時にドイツが攻撃を仕掛けるも、95分のフンメルスのヘディングシュートも枠を捉えられなかった。

#### 終了間際の追加点
後がなくなったドイツはゴールキーパーのマヌエル・ノイアーまでもがゴール守備を放棄して攻撃に参加し、11人全員で得点を狙った。
しかし、中盤でボールを受けたノイアーが、途中出場の韓国チュ・セジョンにボールを奪われた。韓国はすぐさまカウンターとして前線にボールを送り、反応したソン・フンミンが追いついた。ソンは左足で冷静にゴールへ流し込んで韓国が追加点を決め、2-0とリードを広げた。
時間は後半96分、ドイツにとって絶望的な2失点目であった。

### 試合終了
その後も攻撃を続けたドイツだが、最後までシュートは枠に飛ばず、試合終了となった。
韓国が2-0でドイツに勝利し、2002年の雪辱を果たした。FIFAワールドカップでの対ドイツ勝利は初めてであった。
ドイツは試合全体を通してボール支配率74%、デュエル勝率62.4%、空中戦勝利65.4%、コーナーキック9（韓国3）と大勢では韓国を圧倒しており、後半だけで22本、計28本のシュートを放った。しかし枠内の方向へ飛んだシュートはわずかに6本と、課題とされた決定力不足が最後まで重くのしかかった。

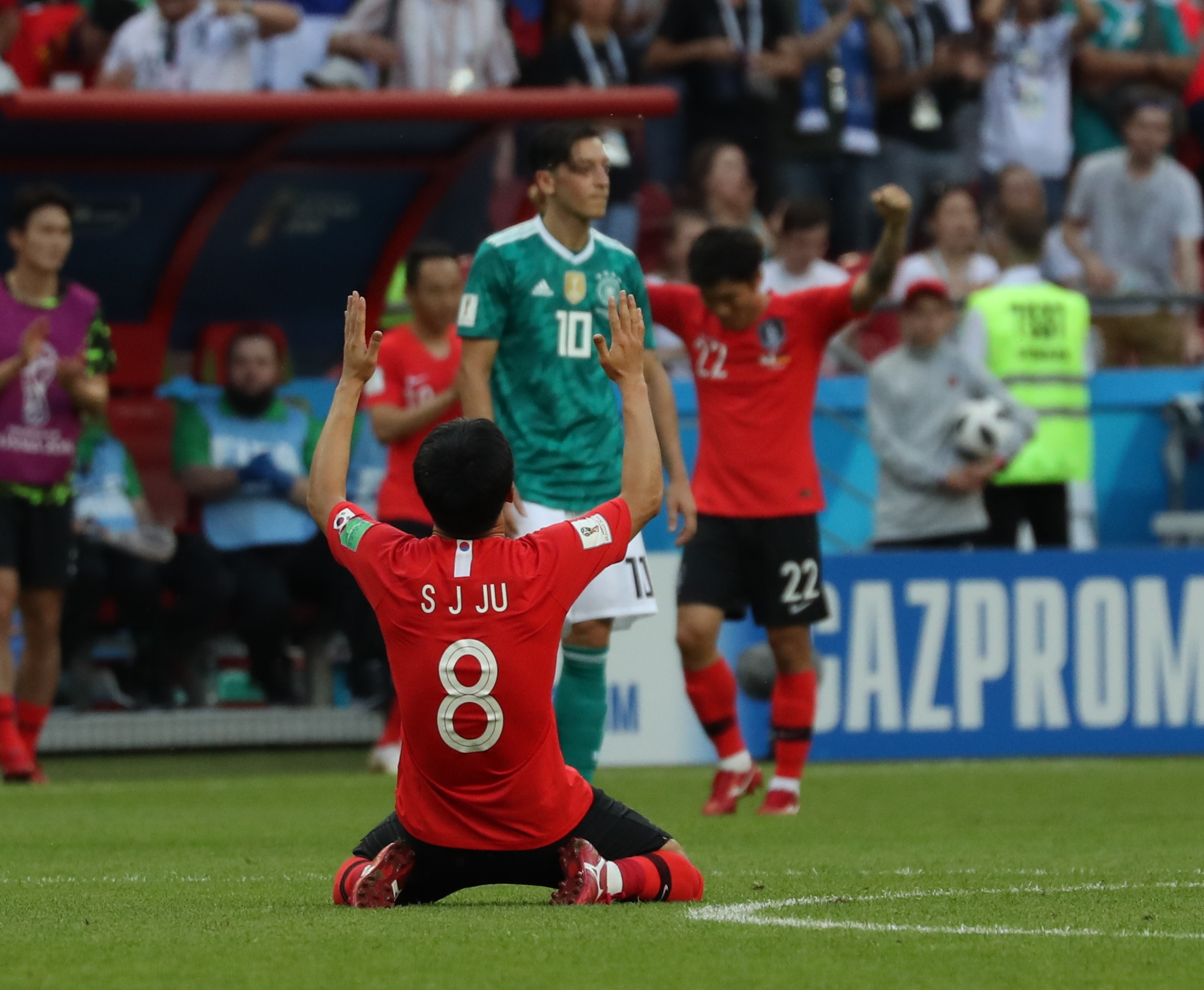
試合後の様子

この結果により、韓国はグループリーグ第3位へと浮上したものの決勝トーナメントへは進出できず敗退した。一方のドイツはグループリーグ最下位へと転落し、史上初のグループリーグ敗退となった。

## 記録
この試合で韓国は多くの名誉ある記録を樹立した。
- ワールドカップ本戦でアジアチームとして初めてドイツ代表を相手に勝利したチーム
- ドイツサッカー代表チームを相手に無失点を記録したチーム
- 前回大会優勝チームに勝利したチーム
- 大会当時、FIFAランキング1位のチームに対して勝利を収めたチーム
- ワールドカップ本戦において、FIFAランキング1位のチームに対して勝利したチームとしては、最もFIFAランキングが低いチーム(57位)。それまでの記録は、2002年FIFAワールドカップで当時FIFAランキング1位のフランス代表を1-0で破ったセネガル代表（当時42位）であった。
- 世界初となるドイツ代表に対して2試合連続2点差で勝利したチーム

- アジアチーム初の前回大会優勝チームに勝利したチーム

一方、ドイツは多くの不名誉記録を樹立した。
- ワールドカップ本戦で初めてグループリーグ敗退。
- アジアチームとの対戦で敗退
- アジアチームを相手に無得点
- アジアチームに対して敗退したFIFAランキング1位チーム
- Aマッチ史上初めてアジアチーム相手に無得点で敗退
- 同じチームに2試合連続で2点差で敗北

ワールドカップ史上初となる、FIFAランキング50位以下のチームに敗れた初のFIFAランキング1位チーム

また2点目のゴールを決めたソン・フンミンは「FIFAワールドカップ史上初めてゴールキーパーを含め、完全に誰もいない相手陣地でゴールを決めた選手。」という奇妙な記録が生まれた。

## 反響

### メキシコの歓喜

#### 首位からの敗退の危機
メキシコは第2試合までを連勝してグループリーグ暫定首位であり、決勝トーナメントへの進出が濃厚であった。
しかし、本試合の同刻にエカテリンブルク市で行われていた第3試合でメキシコはスウェーデンに先制され、さらに0−3と大差をつけられたことで、にわかに敗退の可能性が浮揚していた。このままメキシコがスウェーデンに敗れ、さらに他会場で韓国がドイツに敗れた場合には、メキシコはグループリーグ第3位に転落して敗退することとなる。

#### メキシコの命運を握った韓国
一方、韓国がドイツに勝利もしくは引き分けに終わればメキシコはグループリーグ第2位として決勝トーナメントへの進出が決まる。同時点で韓国対ドイツは依然0−0の同点であり、その可能性は充分にあった。そのため、メキシコのサポーターたちは同刻に行われていた本試合（韓国対ドイツ）に注目し、韓国を応援した。
本試合では前述のように後半戦の終了間際となるアディショナルタイムに韓国が先制し、さらに追加点を決めてドイツに勝利した。この瞬間、メキシコは決勝トーナメント進出が確定した。

#### 「ありがとう、韓国」
その劇的な結末を見て、同国の首都メキシコシティに集まったサポーターたちは「韓国！韓国！」と歓喜をあげて飛び跳ね、抱擁を交わした。サポーターの一部は同市にある韓国大使館に押し寄せた。ある同市の22歳の学生は、韓国を「われらの兄弟」と称賛し、テキーラで祝うとともに「泣いていたのに笑顔に変わった」「ありがとう、韓国。韓国がどこにあるのかも知らないけど、ありがとう、ありがとう」と述べた。
なお、韓国にとってみれば決勝トーナメント進出のためには自国の勝利とともにメキシコの勝利が絶対に必要な条件であったため、自国の奮闘にもかかわらずメキシコの惨敗のおかげでリーグ敗退を余儀なくされた立場であった。

### 韓国内の反応
韓国は前大会に続いて2大会連続でのグループリーグ敗退が決まったが、強豪ドイツを相手に念願の一勝を果たしたことを評価する報道が相次いだ。
同国大手メディアの朝鮮日報は「韓国は世界最強のドイツを沈没させ、有終の美を飾った」と称え、同じく京郷新聞は「16強入りは失ったが、韓国サッカーが見せた『最後の闘魂』は輝いた」と好意的に報じた。
一方で韓国が2大会連続での敗退に怒りを募らせる国民もおり、一部のファンたちは同国の仁川国際空港へ帰還した代表選手たちに鶏卵を投げつけて問題となった。なお、同国では前大会でも代表チームが敗退して帰国した際にトフィーを投げられる事件が起きている。

### ドイツ国内の反応
日本メディアのサンケイスポーツによると、ドイツ国内からは本試合の結果について「史上最大の恥だ」などと次のような批判が相次いだ。
- 大衆紙ビルト「言葉なし」
- サッカー専門誌キッカー「ヨアヒム・レーヴ監督の続投はほぼ考えられない」
- 元代表選手ローター・マテウス（1990年大会の優勝チームで主将を務めた）は「出場した選手に怒りを感じている。まとまりや情熱がないばかりか、独善的だった」と酷評し、レーヴ監督の代表選出方法をも疑問視した。
- 元代表選手ベルティ・フォクツ（1974年大会で優勝し、代表監督としてもUEFA欧州選手権を優勝した）は「ドイツサッカー連盟が多くの選手と決別することを願う。彼らは代表選手としてふさわしくなかった」と酷評し、新チームで再出発するよう求めた。

韓国メディアの中央日報によると、ドイツ国内メディアは次のように批判した。
- ビルト「W杯の悪夢、すべてが終わった」
- キッカー「ドイツがトーナメント行きを逃したのはドイツ史上初めての災難。黄金世代はもう最後だ」

### 世界各国の反応
韓国メディアの中央日報や日本メディアのThe PAGEなどによると、各国では本試合の結果を次のように報じられた。

#### 日本
- 朝日新聞「支配率圧倒、攻めは単調　ドイツ、韓国の守備陣崩せず」[35]
- サンケイスポーツ「前回大会王者ドイツがまさかの敗退　韓国に屈する」[29]
- スポーツニッポン「韓国はベストオーダーが組めない中、最後に意地を示した」[36]

#### 中華人民共和国
- 新華社通信「大変なことが起きた。前大会チャンピオンのドイツが韓国に敗れて敗退した」[12]

#### アメリカ合衆国
- ESPN「メキシコファンがドイツを破った韓国に感謝している。メキシコシティにある韓国大使館の外では数百人のメキシコ人が踊り、"韓国人の兄弟よ、もうあなたはメキシコ人"と叫んだ。メキシコのSNSではハッシュタグが付いた"韓国ありがとう（Thanks Korea）" "K-pop"などが登場した」[12]
- USAトゥデイ「この敗戦は、ドイツの近年の大会において最も残念な戦いの最後となり、神話的な『ワールドカップ覇者の呪い』が続くことになった。前大会を制した5チームのうち4チームが次大会のグループステージで敗戦の憂き目にあっているという呪いだ」[34]

#### イギリス
- BBC「世界57位の韓国は16強入りを果たせなかったが、あたかもグループリーグを通過したように喜んだ」[12]
- BBCの選手評価では、韓国のゴールキーパーだったチョ・ヒョヌに最も高い点数を与えた一方、ドイツの選手たちには最悪の点数を与えた。[12]
- ザ・サン「（ドイツが）敗退！あなたの気分が良くない時、これを見れば笑うことができる」[12]
- ガーディアン「これが、その時の世界の終わり方だ。大きな音を立てて崩れるのではなく、すすり泣くように。そんなことはとても起きないと感じさせる終わりの時が確かに存在する」「この敗退は改善できた守備のもたつきによるものだった。スペインがオランダに受けたようなハッキリとした敗戦ではない、ただ不可解さが満ちたものだった」「ノイヤーは、昨年9月の足の骨折以来、バイエルンでプレーしていなかったにもかかわらず、3試合すべてに先発した。ワールドカップでは普段の安定感はなく、（中略）フリーキックをファンブルした」「ノイヤーの不正確さは全体の一部に過ぎない。（中略）その組織の流れは悪くなり、滑らかさに欠け、前へ進むべき結束力もほとんどなかった」[34]
- スカイスポーツ「ワールドカップの呪い。驚くべき流れをドイツが継続した。ドイツの敗退で欧州のワールドカップの前大会覇者が4チーム続けて第一関門（のグループリーグ）で連覇を逃すことになった」「ドイツはブラジル大会で4度目のワールドカップ制覇を果たしたが、ヨアヒム・レーヴ監督の選手たちは、4年後のロシアでは別のチームとなっていた。年齢、モチベーション、あるいは選手起用に問題があった。ドイツは初戦でメキシコによって驚かされ、スウェーデン相手に試合後半のトニ・クロースのフリーキックで希望を持ち直したが、ひどい試合ぶりで韓国から罰を受けて最下位に終わった」[34]
- 元イングランド代表のゲーリー・リネカーは「サッカーはシンプルだ。22人がボールを争い、最後はドイツが勝つ」という自身の有名な格言を「サッカーはシンプルだ。22人がボールを争い、最後はドイツが勝つとは限らない」と改変したジョークをSNS上に投稿した[37]。

#### スペイン
- マルカ「すべてが失望だった。レーヴ監督、ノイヤー、クロース、ミュラーらは栄光から地獄へ落ちた。彼らは、エクスタシーではなくドイツ史上最大の失敗という、これまで見せることのなかった姿をさらけだした。」「歴史的な平手打ちを浴びた」[34]

#### アルゼンチン
- オレ（スペイン語版）「2006年のクリンスマン監督から始まり、彼のアシスタントであったレーヴ監督まで、ひとつのドイツの時代が終わった。ドイツは完璧な機械ではなくなったのだ」「このチームは決してドイツの進歩した技術を持っていなかった。新しい部品を備えた仕組みは、油をさしたものではなかった。錆びたドイツは実を結ぶことができなかった」「（アルゼンチンもグループリーグ敗退の危機にあったことを踏まえて）今大会は強いチームが勝つのは難しいのだ」[34]

#### ブラジル
- FOXスポーツブラジル「ハハハハハー。2014年W杯でブラジルはドイツに1-7で敗れてから4年間もからかわれたが、もう胸を張ってもよい」[12]

#### ロシア
- RT「言葉を失った。ドイツはW杯での屈辱を信じがたいようだ」[12]

## 詳細
| 韓国                                            | 2 - 0    | ドイツ |
| ----------------------------------------------- | -------- | ------ |
| キム・ヨングォン 90+3分 · ソン・フンミン 90+6分 | レポート |        |

| 韓国 | ドイツ |

| 韓国         |    |                    |      |      |      |
|              |    |                    |      |      |      |
| GK           | 23 | チョ・ヒョヌ       |      |      |      |
| RB           | 2  | イ・ヨン           |      |      |      |
| CB           | 5  | ユン・ヨンソン     |      |      |      |
| CB           | 19 | キム・ヨングォン   |      |      |      |
| LB           | 14 | ホン・チョル       |      |      |      |
| RM           | 17 | イ・ジェソン       | 23分 |      |      |
| CM           | 15 | チョン・ウヨン     | 9分  |      |      |
| CM           | 20 | チャン・ヒョンス   |      |      |      |
| LM           | 18 | ムン・ソンミン     | 48分 | 69分 |      |
| CF           | 13 | ク・ジャチョル     |      | 56分 |      |
| CF           | 7  | ソン・フンミン     | 65分 |      |      |
| 控え         |    |                    |      |      |      |
| GK           | 1  | キム・スンギュ     |      |      |      |
| DF           | 3  | チョン・スンヒョン |      |      |      |
| DF           | 4  | オ・バンソク       |      |      |      |
| DF           | 6  | パク・チュホ       |      |      |      |
| MF           | 8  | チュ・セジョン     |      | 69分 |      |
| FW           | 9  | キム・シヌク       |      |      |      |
| MF           | 10 | イ・スンウ         |      |      |      |
| FW           | 11 | ファン・ヒチャン   |      | 56分 | 79分 |
| DF           | 12 | キム・ミヌ         |      |      |      |
| MF           | 16 | キ・ソンヨン       |      |      |      |
| GK           | 21 | キム・ジニョン     |      |      |      |
| DF           | 22 | コ・ヨハン         |      | 79分 |      |
| 監督         |    |                    |      |      |      |
| シン・テヨン |    |                    |      |      |      |

| ドイツ           |    |                                      |  |      |
|                  |    |                                      |  |      |
| GK               | 1  | マヌエル・ノイアー                   |  |      |
| RB               | 18 | ヨシュア・キミッヒ                   |  |      |
| CB               | 5  | マッツ・フンメルス                   |  |      |
| CB               | 15 | ニクラス・ジューレ                   |  |      |
| LB               | 3  | ヨナス・ヘクター                     |  | 78分 |
| CM               | 6  | サミ・ケディラ                       |  | 56分 |
| CM               | 8  | トニ・クロース                       |  |      |
| RW               | 14 | レオン・ゴレツカ                     |  | 63分 |
| AM               | 10 | メスト・エジル                       |  |      |
| LW               | 11 | マルコ・ロイス                       |  |      |
| CF               | 9  | ティモ・ヴェルナー                   |  |      |
| 控え             |    |                                      |  |      |
| DF               | 2  | マルヴィン・プラッテンハルト         |  |      |
| DF               | 4  | マティアス・ギンター                 |  |      |
| MF               | 7  | ユリアン・ドラクスラー               |  |      |
| GK               | 12 | ケヴィン・トラップ                   |  |      |
| FW               | 13 | トーマス・ミュラー                   |  | 63分 |
| DF               | 16 | アントニオ・リュディガー             |  |      |
| MF               | 19 | セバスティアン・ルディ               |  |      |
| MF               | 20 | ユリアン・ブラント                   |  | 78分 |
| MF               | 21 | イルカイ・ギュンドアン               |  |      |
| GK               | 22 | マルク＝アンドレ・テア・シュテーゲン |  |      |
| FW               | 23 | マリオ・ゴメス                       |  | 58分 |
| DF               | 17 | ジェローム・ボアテング (出場停止)    |  |      |
| 監督             |    |                                      |  |      |
| ヨアヒム・レーヴ |    |                                      |  |      |

| Man of the Match: チョ・ヒョヌ (韓国) 副審: ジョー・フレッチャー (カナダ) フランク・アンダーソン (米国) 第4の審判: フリオ・バスクニャン (チリ) 予備副審: クリスチャン・シーマン (チリ) ビデオ副審: ダニー・マッケリ (オランダ) アシスタントビデオ副審: チアゴ・マルティンス (ポルトガル) コーリー・ロックウェル (米国) アルトゥル・ソアレス・ジアス (ポルトガル) |

## ギャラリー

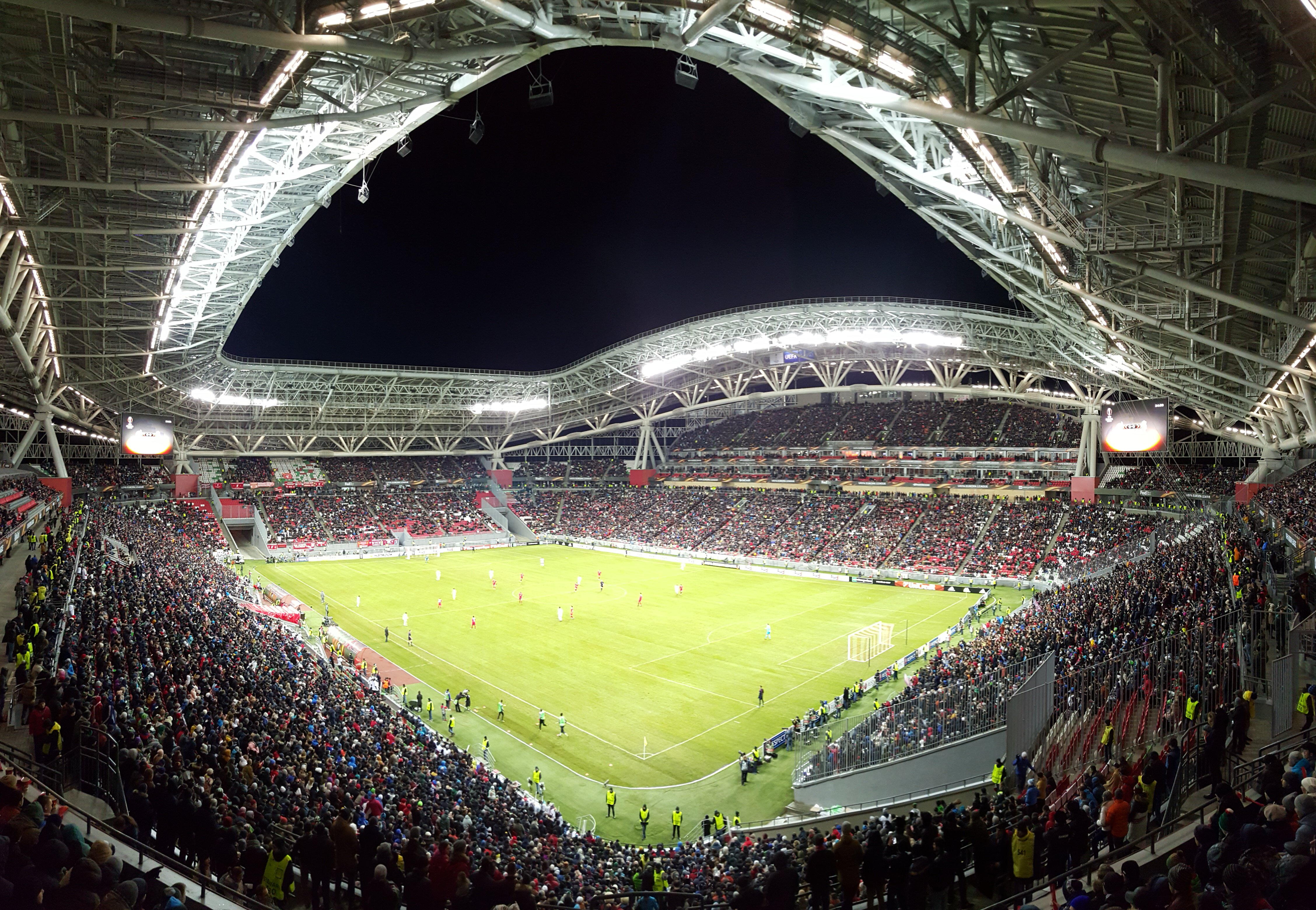
試合が行われたカザン・アリーナ

### 参考注
1. ↑  2018 FIFAワールドカップ・公式サイト (韓国 2-0 ドイツ 統計)
2. 1 2 3 4 5 6  “韓国対ドイツ（グループF）｜2018ワールドカップ（W杯）ロシア大会 - サッカー：朝日新聞デジタル”. 朝日新聞デジタル. 2021年8月4日閲覧。
3. ↑  “【サッカーW杯】 前回王者のドイツ敗退 1次リーグで韓国に0-2”. BBCニュース (2018年6月28日). 2021年8月4日閲覧。
4. ↑  “「２連敗からの逆襲」がＷ杯ロシア大会を面白くした : 深読み”. 読売新聞オンライン (2018年7月6日). 2021年8月4日閲覧。
5. ↑  Wöckener, Lutz (2018年7月7日). “WM 2018: Kasan – an diesem Ort scheiterten Deutschland, Argentinien, Brasilien”. DIE WELT 2021年8月4日閲覧。
6. ↑  “FIFA.com - 1994 FIFA World Cup USA ™”. web.archive.org (2010年6月15日). 2021年8月4日閲覧。
7. ↑  Murray, Scott (2002年6月25日). “Germany 1 - 0 South Korea” (英語). The Guardian. ISSN 0261-3077 2021年8月4日閲覧。
8. ↑  “South Korea vs. Germany - Football Match Report - December 19, 2004” (英語). ESPN. 2021年8月4日閲覧。
9. 1 2  “あなたの知らない 宝田式 ワールドカップの法則｜TBSテレビ『2018 ワールドカップ ロシア』- 2018年ワールドカップ 総括編 潰えた法則”.   TBS. 2021年8月4日閲覧。
10. 1 2  “ドイツ代表どころか国も揺るがす"エジルとギュンドアン"の禍根 | footballista | フットボリスタ”. www.footballista.jp (2018年6月27日). 2021年8月4日閲覧。
11. ↑  “【図解・スポーツ】サッカーW杯2018・優勝候補の現状（1）ドイツのW杯成績（2018年4月）：時事ドットコム”. 時事ドットコム. 2021年8月4日閲覧。
12. 1 2 3 4 5 6 7 8 9 10  “＜Ｗ杯＞世界１位のドイツに勝った５７位の韓国…海外メディアの反応は？”. 中央日報 - 韓国の最新ニュースを日本語でサービスします. 2021年8月4日閲覧。
13. 1 2  “Men's Ranking” (英語). origin1904-p.cxm.fifa.com. 2021年8月4日閲覧。
14. ↑  “KFA | 대한축구협회” (英語). www.kfa.or.kr. 2021年8月4日閲覧。
15. ↑  “2018FIFAワールドカップロシア アジア2次予選 兼 AFCアジアカップUAE2019 予選”. JFA｜公益財団法人日本サッカー協会. 2021年8月4日閲覧。
16. ↑  “アジア最終予選（Road to Russia）”. JFA｜公益財団法人日本サッカー協会. 2021年8月4日閲覧。
17. ↑  “「勝てばドイツ人、負ければ移民」2つの祖国に引き裂かれたMFエジル 独サッカー連盟に怒りの代表引退（木村正人） - 個人”. Yahoo!ニュース. 2021年8月4日閲覧。
18. ↑  “トルコ、EUと溝深まる 死刑復活や加盟交渉見直し視野”. 日本経済新聞 (2017年4月19日). 2021年8月4日閲覧。
19. ↑  “スウェーデン対韓国（グループF）｜2018ワールドカップ（W杯）ロシア大会 - サッカー：朝日新聞デジタル”. 朝日新聞デジタル. 2021年8月4日閲覧。
20. ↑  “韓国対メキシコ（グループF）｜2018ワールドカップ（W杯）ロシア大会 - サッカー：朝日新聞デジタル”. 朝日新聞デジタル. 2021年8月4日閲覧。
21. ↑  “ドイツ対メキシコ（グループF）｜2018ワールドカップ（W杯）ロシア大会 - サッカー：朝日新聞デジタル”. 朝日新聞デジタル. 2021年8月4日閲覧。
22. ↑  メキシコのドイツ撃破を演出した戦術家 オソリオ監督が仕掛ける“次の一手”は？2018年6月24日
23. ↑  “ドイツ対スウェーデン（グループF）｜2018ワールドカップ（W杯）ロシア大会 - サッカー：朝日新聞デジタル”. 朝日新聞デジタル. 2021年8月4日閲覧。
24. ↑  “主将欠場が濃厚…韓国紙はドイツ戦辛らつ予想「０―７で大敗」 - スポニチ Sponichi Annex サッカー”. スポニチ Sponichi Annex. 2021年8月4日閲覧。
25. 1 2 3 4  “「１％の奇跡、ドイツ破る」韓国、敗退でもたたえる報道：朝日新聞デジタル”. 朝日新聞デジタル. 2021年8月4日閲覧。
26. ↑  INC, SANKEI DIGITAL (2018年6月28日). “【ロシアＷ杯】「歴史的瞬間！」 ドイツ下した韓国 予選リーグ敗退にも大歓喜”. 産経ニュース. 2021年8月4日閲覧。
27. ↑  “王者ドイツに忍び寄る1次L敗退のジンクス”. 日本経済新聞 (2018年6月18日). 2021年8月4日閲覧。
28. ↑  “サッカーW杯で賛否両論！ 「VAR」によるヴィデオ判定導入の舞台裏”. WIRED.jp. 2021年8月4日閲覧。
29. 1 2  INC, SANKEI DIGITAL (2018年6月28日). “【試合結果】前回大会王者ドイツがまさかの敗退 韓国に屈する／Ｗ杯”. サンスポ. 2021年8月4日閲覧。
30. 1 2  “王者ドイツがまさかの敗退、韓国は終盤の2点で初白星”. www.afpbb.com. 2021年8月4日閲覧。
31. 1 2 3  “「ありがとう韓国！」 九死に一生のメキシコ、母国ファンが歓喜の叫び”. www.afpbb.com. 2021年8月4日閲覧。
32. 1 2  Staff, Reuters (2018年7月3日). “KFA decides against punishing egg-throwers” (英語). Reuters 2021年8月4日閲覧。 {{cite news}}: |first=に無意味な名前が入力されています。 (説明)⚠
33. ↑  INC, SANKEI DIGITAL (2018年6月29日). “史上最大の恥…ドイツ、韓国に０－２ 独メディア酷評オンパレード／Ｗ杯”. サンスポ. 2021年8月4日閲覧。
34. 1 2 3 4 5 6  “海外メディアも前覇者ドイツのGL敗退に衝撃「W杯呪い」「史上最大の失敗」（THE PAGE）”. Yahoo!ニュース. 2021年8月4日閲覧。
35. ↑  “支配率圧倒、攻めは単調 ドイツ、韓国の守備陣崩せず：朝日新聞デジタル”. 朝日新聞デジタル. 2021年8月4日閲覧。
36. ↑  “韓国、大金星も届かず ＶＡＲ弾＆トドメ弾で意地の１勝 - スポニチ Sponichi Annex サッカー”. スポニチ Sponichi Annex. 2021年8月4日閲覧。
37. ↑  “リネカー氏「最後はドイツが勝つ」の有名な格言を「勝つとは限らない」に修正”. スポーツ報知 (2018年6月28日). 2021年8月4日閲覧。
38. 1 2 3 4  “Match report – Group F – Korea Republic v Germany” (PDF). FIFA.com.   Fédération Internationale de Football Association (2018年6月27日). 2018年6月28日閲覧。
39. 1 2  “Tactical Line-up – Group F – Korea Republic v Germany” (PDF). FIFA.com.   Fédération Internationale de Football Association (2018年6月27日). 2018年6月28日閲覧。